# Danmarks ambassade i Manila
Danmarks ambassade i Manila er Danmarks officielle repræsentation i Filippinerne. Ambassaden blev genåbnet i januar 2015 efter at have været lukket siden 2002, hvilket markerede en fornyet indsats for at styrke de diplomatiske og økonomiske forbindelser mellem Danmark og Filippinerne. Ambassadens primære opgaver omfatter at fremme politisk dialog, støtte danske virksomheder på det filippinske marked og yde konsulær bistand til danske borgere i Filippinerne. Derudover arbejder ambassaden for at styrke samarbejdet inden for områder som handel, kultur og uddannelse samt at understøtte bæredygtig udvikling og økonomisk vækst i Filippinerne. Ud over Filippinerne er ambassaden i Manila også ansvarlig for Danmarks diplomatiske relationer til Palau.

## Historie
Danmarks ambassade i Manila blev oprindeligt etableret i 1946, kort efter Filippinernes uafhængighed, hvilket markerede begyndelsen på de diplomatiske forbindelser mellem Danmark og Filippinerne.